# Rotella
Rotella är en ort och kommun i provinsen Ascoli Piceno i regionen Marche i Italien. Kommunen hade 849 invånare (2018).